# Jeon Jin-seo
Jeon Jin-seo (Hangul: 전진서), es un actor y modelo infantil surcoreano.

## Carrera
Es miembro de la agencia T1 Entertainment (티원 엔터테인먼트).
El 22 de agosto de 2013 apareció por primera vez en la serie Master's Sun donde interpretó a un niño fantasma quien se encuentra dentro de un muñeco.
En octubre del mismo año apareció en la popular serie The Heirs donde dio vida a Kim Tan de pequeño, el hijo de Han Ki-ae (Kim Sung-ryung), la amante de su padre Kim Nam-yoon (Jung Dong-hwan). El actor Lee Min-ho interpretó a Kim Tam de adulto.
En diciembre del mismo año se unió al elenco recurrente de la serie One Warm Word donde interpretó a Yoo Hye-joon, el segundo hijo de Yoo Jae-hak (Ji Jin-hee) y Song Mi-kyung (Kim Ji-soo).
El 15 de enero de 2014 apareció durante el noveno episodio de la serie My Love from the Star donde dio vida al joven Cheon Yoon-jae, el hermano menor de Cheon Song-yi (Kim Hyun-soo). El actor Ahn Jae-hyun interpretó a Yoon-jae de adulto.
En abril de 2015 se unió al elenco recurrente de la serie Splendid Politics donde interpretó al Gran Príncipe Yeongchang, el hermano menor de la Princesa Jeongmyeong (Lee Yeon-hee), quien muere durante un incendio.
En mayo del mismo año apareció en la serie Mask donde dio vida a Choi Min-woo de joven, el hijo ilegítimo de Choi Doo-hyun (Jeon Guk-hwan), el presidente de SJ Group. Papel interpretó por el actor Ju Ji-hoon de adulto.
En agosto de 2016 apareció en la serie Cinderella with Four Knights donde interpretó al joven Kang Hyun-min, el primo mayor de la familia Kang. El actor Ahn Jae-hyun dio vida a Hyun-min de adulto.
En noviembre de 2016 apareció en la serie Legend of the Blue Sea donde dio vida a Heo Joon-jae de joven, el hijo de un magistrado de la era Joseon. El actor Lee Min-ho interpretó a Joon-jae de adulto mientras que Park Jin-young dio vida a Joon-jae de adolescente.
En julio de 2017 apareció en la serie Reunited Worlds donde interpretó al joven Sung Hae-cheol, el hermano menor de Sung Hae-sung (Yeo Jin-goo). El actor Kwak Dong-yeon interpretó a Hae-cheol de adulto.
En marzo de 2018 apareció en la serie Grand Prince donde dio vida al joven Lee Hwi, quien más tarde se convierte en el Príncipe Eun Sung, el hermano menor del Príncipe Lee Kang (Choi Kwon-soo). El actor Yoon Shi-yoon interpretó a Lee Hwi de adulto. 
En julio del mismo año se unió al elenco de la serie Mr. Sunshine donde interpretó a Choi Yoo-jin (Eugene Choi), un joven que nació en la esclavitud y fue testigo del asesinato de sus padres a manos del propietario. El actor Lee Byung-hun dio vida a Yoo-jin de adulto. 
El 25 de julio del mismo año dio vida al hermano menor de Lee Yoon-hee (Han Hyo-joo) y Lee Jae-hee (Shin Eun-soo) en la película Illang: The Wolf Brigade.
En agosto de 2019 se unió al elenco recurrente de la serie Graceful Family donde interpretó a Mo Seo-jin, el hijo menor del sucesor de la empresa "MC Group".
El 1 de octubre del mismo año apareció como invitado durante el tercer episodio de la popular serie The Tale of Nokdu donde dio vida a Cha Yul-mu de joven. El actor Kang Tae-oh interpretó a Yul-mu de adulto.
El 27 de marzo de 2020 se unió al elenco principal de la exitosa serie The World of the Married donde interpretó Lee Joon-yeong, el hijo adolescente de Ji Sun-woo (Kim Hee-ae) y Lee Tae-oh (Park Hae-joon), quien pasa por una serie de cambios tanto conductuales como emocionales después de que sus padres se divorcian debido a la aventura de su padre, hasta el final de la serie el 16 de mayo del mismo año. Su interpretación fue muy bien recibida por los espectadores.
En octubre del mismo año se anunció que se había unido al elenco principal de la serie Youth (también conocida como "Blue Sky") donde dará vida al alter ego del famoso cantante y bailarín Jeon Jung-kook, miembro del exitoso y popular grupo surcoreano BTS. La serie se espera sea estrenada en el 2021.

## Filmografía

### Series de televisión
| Año             | Título                                                          | Personaje                             | Notas       |
| --------------- | --------------------------------------------------------------- | ------------------------------------- | ----------- |
| 2023 - presente | Youth                                                           | Jeon                                  |             |
| 2020            | The World of the Married                                        | Lee Joon-yeong                        |             |
| 2019            | The Tale of Nokdu                                               | Cha Yul-mu (de joven)                 | ep. #3      |
| 2019            | Graceful Family                                                 | Mo Seo-jin                            |             |
| 2019            | Moment of Eighteen                                              | -                                     |             |
| 2018            | It's My Life                                                    | -                                     |             |
| 2018            | Mr. Sunshine                                                    | Choi Yoo-jin (Eugene Choi) (12 años)  |             |
| 2018            | Grand Prince                                                    | Lee Hwi, Príncipe Eun Sung (de joven) |             |
| 2017            | Black                                                           | Kim Woo-shik (Leo) (de joven)         |             |
| 2017            | Magic School                                                    | Lee-sung (de joven)                   |             |
| 2017            | Reunited Worlds                                                 | Sung Hae-cheol (de joven)             |             |
| 2017            | My Sassy Girl                                                   | Gyeon-woo (de joven)                  |             |
| 2017            | Bad Thief, Good Thief                                           | Lee Yoon-ho (de joven)                |             |
| 2016            | Legend of the Blue Sea                                          | Heo Joon-jae (de joven)               |             |
| 2016            | Cinderella with Four Knights                                    | Kang Hyun-min (de joven)              |             |
| 2016            | Happy Home                                                      | Seo Young-woo                         |             |
| 2015            | Six Flying Dragons                                              | Eun-ho                                | 3 episodios |
| 2015            | My Daughter, Geum Sa-wol                                        | Kang Chan-bin                         |             |
| 2015            | Mask                                                            | Choi Min-woo (de joven)               |             |
| 2015            | Splendid Politics                                               | Gran Príncipe Yeong-chang             |             |
| 2014            | My Unfortunate Boyfriend                                        | Yoon Tae-woon (de joven)              |             |
| 2015            | Run Towards Tomorrow                                            | Han Sa-oh                             | 2 episodios |
| 2014            | Bad Guys                                                        | Kim Young-joon                        | ep. #4      |
| 2014            | Mama                                                            | Seo Hyun-soo                          |             |
| 2014            | Drama Special Season 5 - "The End of Summer"                    | Kim Cho-rok                           | 1 episodio  |
| 2014            | Cheongdam-dong Scandal                                          | Jang Seo-joon (de joven)              |             |
| 2014            | Bride of the Century                                            | Choi Kang-joo (de joven)              |             |
| 2013            | My Love from the Star                                           | Cheon Yoon-jae (de joven)             | ep. #9      |
| 2013            | Drama Festival 2013 - "Me and Mom and Dad and Grandma and Anna" | Joven                                 | 1 episodio  |
| 2013            | One Warm Word                                                   | Yoo Hye-joon                          |             |
| 2013            | Drama Festival 2013 - "Surviving in Africa"                     | Seo Do-hoon                           | 1 episodio  |
| 2013            | The Heirs                                                       | Kim Tan (de pequeño)                  |             |
| 2013            | The King's Daughter, Soo Baek-hyang                             | Myung-nong (de adolescente)           |             |
| 2013            | Master's Sun                                                    | Niño Fantasma                         | 2 episodios |
| 2013            | Drama Special Season 4 - "Neighborhood Watch"                   | Kim Tae-soo                           | 1 episodio  |
| 2012            | The Great Seer                                                  | -                                     |             |
| 2012            | I Love You                                                      | Seo Tae-yang                          |             |
| 2012            | Golden Time                                                     | -                                     |             |
| 2012            | Can't Live Without You                                          | Chi Do-kim (de joven)                 |             |
| 2012            | Tasty Life                                                      | Niño en coma                          |             |
| 2011            | A Thousand Kisses                                               | -                                     |             |

### Películas
| Año  | Título                   | Personaje               | Notas                                                                                      |
| ---- | ------------------------ | ----------------------- | ------------------------------------------------------------------------------------------ |
| 2018 | Illang: The Wolf Brigade | Hermano de Lee Yoon-hee | junto a Han Hyo-joo, Gang Dong-won Choi Min-ho, Park Byung-eun, Shin Eun-soo y Choi Jin-ho |

### Publicidad
| Año | Título        | Notas |
| --- | ------------- | ----- |
| -   | 굽네치킨      |       |
| -   | 아이사랑카드  |       |
| -   | 일동제약      |       |
| -   | 아시아나 항공 |       |
| -   | 아디다스      |       |